# ㅚ
ㅚ (reviderad romanisering: oe, hangul: 외) är en av elva diftonger i det koreanska alfabetet. Det är en kombination av ㅗ och ㅣ.